# Jamsrangiin Tseveen
Jamsrangiin Tseveen (en mongol cyrillique : Жамсрангийн Цэвээн ; en russe : Цыбен Жамцаранович Жамцарано, Tsyben Jamtsaranovitch Jamtsarano), né en 1880 ou 1881, selon les sources, à Soudountouï (ru) (Судунтуй), en Transbaïkalie (Empire russe), et mort le 14 mai 1942 à Orel (oblast d'Orel, Union soviétique), est un universitaire et homme politique bouriate, principalement connu pour son rôle actif au sein du khaganat de Mongolie sous Bogdo Khan, puis de la république populaire de Mongolie.

## Biographie
Jamsrangiin Tseveen étudie à Tchita, puis à Saint-Pétersbourg.
Il étudie le chamanisme mongol, les contes épiques bouriates, les lois mongoles.
Il étudie notamment la loi dite Khalkha-djirom, créée au début du XVIIe siècle et appliquée au territoire des Khalkhas, c'est-à-dire la Mongolie du Nord ou Mongolie-Extérieure jusqu'à la fin du règne de Bogdo Khan, dont il fait plusieurs copies. Il est arrêté en 1937 lors des Grandes Purges et meurt dans la prison du Dauphin noir.  

## Publications
- (mn) Жамсрангийн Цэвээн, Долдугаар зууны Монголын түүхэн сурвалжууд, Уланбаатар, Содпресс,‎ 2009, 160 p. (ISBN 978-99929-74-19-3, OCLC 607119011) — réédition, articles de recherche sur la Mongolie du XVIIe.
- (ru) Жамсрангийн Цэвээн, Путевые дневники, 1903-1907 гг., Улан-Удэ, Изд-во БНЦ СО РАН,‎ 2001 (ISBN 978-5-7925-0085-3, OCLC 51968978) réédition.